# Sergei Michailowitsch Abramow
Sergei Michailowitsch Abramow (russisch Сергей Михайлович Абрамов; * 15. September 1959 in Kasan, Russische SFSR, Sowjetunion) ist ein ehemaliger russischer Eishockeytorwart und jetziger -trainer, der zwischen 1981 und 1999 für Ak Bars Kasan in der sowjetischen Wysschaja Liga, der MHL und der russischen Superliga aktiv war. Seit 1999 ist er Torwarttrainer bei Ak Bars aus der Kontinentalen Hockey-Liga.

## Karriere
Sergei Abramow begann seine Karriere in den Nachwuchsmannschaften des SK Urizkogo Kasan, schaffte es aber als Jugendlicher aufgrund einer Verletzung nicht in die erste Mannschaft des Klubs. Daher spielte er für Sputnik Almetjewsk. Bei einem Freundschaftsspiel mit Sputnik gegen Kasan zeigte Abramow so gute Leistungen, dass er 1981 in den Kader des SK Urizkogo aufgenommen wurde. Mit Kasan schaffte er 1988 den Aufstieg aus der zweitklassigen Perwaja Liga in die Wysschaja Liga. Nach dem Zerfall der Sowjetunion wurde die Wysschaja Liga zunächst in die MHL und später in die Superliga umgewandelt. Aufgrund der starken Konkurrenz auf der Torhüterposition kam er im Laufe seiner Karriere nur auf etwas mehr als 160 Spiele in den höchsten Spielklassen der UdSSR und Russlands. Nichtsdestotrotz wurde er in den Spielzeiten 1993/94 und 1994/95 jeweils zum besten Torwart der Liga gekürt. Zudem gewann er mit Kasan 1998 die russische Meisterschaft. 1999 beendet er seine Spielerkarriere und wurde er Torwarttrainer bei Ak Bars Kasan, erst in der Superliga und ab 2008 in der Kontinentalen Hockey-Liga.

### International
Während der Saison 1993/94 debütierte Abramow für die russische Nationalmannschaft beim Deutschland Cup und spielte auch beim Iswestija-Pokal 1993. Anschließend wurde er für den Kader für die  Olympischen Winterspiele 1994 in Lillehammer nominiert, bei denen er drei Spiele bestritt und mit der Sbornaja den vierten Platz belegte. Ein Jahr später nahm er an der Weltmeisterschaft, bei der er in drei Spielen eingesetzt wurde und das russische Nationalteam Rang fünf erreichte.